# Псевдорасборы
Псевдорасборы (лат. Pseudorasbora) — род мелких пресноводных рыб семейства карповых (Cyprinidae), обитающих в Юго-Восточной Азии.

## Описание
Мелкие пресноводные рыбы длиной 5-8 см.

## Классификация
В состав рода включают 5 видов:
- Pseudorasbora elongata Wu, 1939
- Pseudorasbora fowleri Nichols, 1925
- Pseudorasbora parva (Temminck et Schlegel, 1846) — Амурский чебачок
- Pseudorasbora pugnax Kawase & Hosoya, 2015
- Pseudorasbora pumila Miyadi, 1930

## Распространение
Представители рода встречаются в Восточной Азии от Дальнего Востока России и Японии до северного Вьетнама. Вид Pseudorasbora parva проник в Европу и Австралию, где стал инвазивным вредным видом.